# Eragrostis lacunaria
Eragrostis lacunaria är en gräsart som beskrevs av Ferdinand von Mueller. Eragrostis lacunaria ingår i släktet kärleksgrässläktet, och familjen gräs. Inga underarter finns listade i Catalogue of Life.